# Broxburn United
Broxburn United Football Club was een Schotse voetbalclub uit Broxburn in West Lothian. De club werd opgericht in 1912 en opgeheven in 1932. De thuiswedstrijden werden gespeeld in Sports Park. De clubkleuren waren bruin-wit.